# Prîstan, Horol
Prîstan (în ucraineană Пристань) este un sat în comuna Staroavramivka din raionul Horol, regiunea Poltava, Ucraina.

## Demografie
Componența lingvistică a localității Prîstan
     Ucraineană (96,1%)
     Rusă (3,9%)
Conform recensământului din 2001, majoritatea populației localității Prîstan era vorbitoare de ucraineană (96,1%), existând în minoritate și vorbitori de rusă (3,9%).